# مارتن ديفيد جنكينز
مارتن ديفيد جنكينز (بالإنجليزية: Martin David Jenkins)‏ هو عالم اجتماعي أمريكي، ولد في 4 سبتمبر 1904 في تير هوت في الولايات المتحدة، وتوفي في 9 يونيو 1978 في واشنطن العاصمة في الولايات المتحدة.